# 1835年市議會組織法令
《1835年市議會組織法令》（英語：Municipal Corporations Act 1835）是英國在1835年擴大市議會行政權力及選民基礎的法令。議案令城市的中產階級逐漸支配各地方議會，反映英國一直以來的城市化及工業化，是英國議會史一次重大改革。

## 內容
1. 確立市議會為正規市政府的地位，市議會有權監管警察事務，興辦地方工程，有權訂立地方法律及徵收地方稅
2. 市議會由選舉產生，凡擁有現有房地產三年以上及交付過濟貧稅的人都可成為選民

## 影響
大多數城市富商及廠主都有選舉權，令在工業革命後興起的中產階級逐漸支配市議會，取代舊有的寡頭政治。